# Reckless and Relentless
Reckless and Relentless— en español:  «Imprudente e Implacable» — es el segundo álbum de la banda de metalcore británica Asking Alexandria; a diferencia de Stand Up And Scream, este álbum consiguió un sonido más maduro con más experimentación de parte de la banda expandiendo más el sonido incorporando orquestas, sintetizadores y pianos.

## Estilo Musical
Musicalmente, Reckless and Relentless es un álbum que incluye elementos de metalcore un poco menos de euro-trance que en Stand Up And Scream y tiene influencias del rock de la vieja escuela y el heavy metal de la década de 1980. El álbum recibió críticas generalmente positivas, que elogió a sus fuertes guitarras, su batería y los death growls de Danny Worsnop y, sin embargo, critica a su uso ocasional de instrumentos electrónicos.

## Historia
Muchos afirmaron que Stand Up And Scream solo fue una referencia para hacer notar que se quería hacer algo nuevo dentro de esa escena post-hardcore, ya que los miembros de la banda quedaron insatisfechos con su álbum debut.
Para entonces habían publicado Breathless como canción promocional, en la canción se puede demostrar que habían dejado de lado su característico sonido electrónico para cubrirlos con estribillos más melódicos de lo usual.
Reckless & Relentless fue grabado durante el verano y el otoño de 2010 en los Foundation Recording Studios en Connersville, Indiana. La primera confirmación oficial acerca del álbum fue el 22 de diciembre de 2009, donde Asking Alexandria dijo que comenzaría a trabajar en el álbum en enero.
El primer sencillo oficial del álbum titulado "Morte et Dabo", fue lanzado el 15 de febrero de 2011, como se anunció previamente por la banda. Los pedidos anticipados para Reckless & Relentless se pusieron a disposición el 3 de marzo de 2011. Un video musical de "Closure" fue lanzado 5 de julio de 2011 y un video musical de "To The Stage", fue lanzado el 12 de julio de 2011.
El álbum fue producido por Joey Sturgis quien también produjo el álbum debut de la banda Stand Up And Scream.
La banda más tarde anunció que estaban programados para comenzar a grabar el 22 de junio de 2010.
Reckless & Relentless vendió más de 31 000 copias en la primera semana en Estados Unidos, debutando en puesto número 9 en los Billboard 200 .

## Portada
Asking Alexandria estuvo en una entrevista con Fallen Blue comentando acerca de su nuevo álbum, Danny Worsnop dijo, "Queríamos algo chocante, así que tuvimos a la famosa actriz porno, Belladonna, sentada en la habitación sucia". Danny también mencionó que la nueva canción "Someone, Somewhere" fue la primera. "Yo escribí la canción usando mis emociones como un telón de fondo".

## Recepción

### Crítica
Muchos críticos han denominado a Reckless and Relentless como el mejor trabajo de la banda hasta el momento, además de obtener varias nominaciones al Álbum Del Año por revistas del Hard Rock, Heavy Metal y varias revistas de la música alternativa lo han considerado como la "Joya del Metalcore del 2011".
Reckless & Relentless recibió críticas generalmente positivas de los críticos de música. Phil Freeman de Allmusic le dio al álbum una crítica positiva, diciendo: "Lo que separa Asking Alexandria desde la mayoría de sus compañeros es una conciencia del clásico rock and roll dinámico  - algunos de los riffs que escriben son actualizaciones directas de Guns N 'Roses o Skid Row, y están tan interesados en conseguir oyentes cantando a lo largo del moshing ". Alternative Press también le dio al álbum una crítica positiva, diciendo:" Asking Alexandria ha cambiado radicalmente su sonido, pero no lo suficiente en Reckless & Relentless para convencer a cualquier oyente que son más de metalcore que cualquier otro perdedor ".

## Lista de canciones
| Edición estándar |                          |          |  |
| N.º              | Título                   | Duración |  |
| 1.               | «Welcome»                | 1:49     |  |
| 2.               | «Dear Insanity»          | 3:09     |  |
| 3.               | «Closure»                | 3:58     |  |
| 4.               | «A Lesson Never Learned» | 3:54     |  |
| 5.               | «To The Stage»           | 3:30     |  |
| 6.               | «Dedication»             | 1:03     |  |
| 7.               | «Someone, Somewhere»     | 3:37     |  |
| 8.               | «Breathless»             | 4:10     |  |
| 9.               | «The Match»              | 4:15     |  |
| 10.              | «Another Bottle Down»    | 3:34     |  |
| 11.              | «Reckless & Relentless»  | 4:08     |  |
| 12.              | «Morte Et Dabo»          | 5:15     |  |

| Best Buy bonus tracks |                                                                                           |          |  |
| N.º                   | Título                                                                                    | Duración |  |
| 13.                   | «When Everyday's the Weekend (Big Chocolate remix)»                                       | 3:51     |  |
| 14.                   | «Nobody Don't Dance No More (Noah D remix)»                                               | 3:49     |  |
| 15.                   | «If You Can't Ride Two Horses at Once... You Should Get Out of the Circus (Noah D remix)» | 3:53     |  |
| 16.                   | «I Was Once, Possibly, Maybe, Perhaps a Cowboy King (Robotsonics remix)»                  | 5:31     |  |
| 17.                   | «A Prophecy (Big Chocolate remix)»                                                        | 4:26     |  |

| Hot Topic bonus tracks |                                                                            |          |  |
| N.º                    | Título                                                                     | Duración |  |
| 13.                    | «The Final Episode (Let's Change the Channel) (Borgore's Die Bitch remix)» | 4:12     |  |
| 14.                    | «A Candlelit Dinner with Inamorta (Run DMT remix)»                         | 4:14     |  |
| 15.                    | «A Prophecy (Big Chocolate Electro remix)»                                 | 4:17     |  |

| Japanese bonus track |                                     |          |  |
| N.º                  | Título                              | Duración |  |
| 13.                  | «Right Now (Na Na Na) (Akon cover)» | 4:20     |  |

## Posiciones
| Listas                                | Posición |
| ------------------------------------- | -------- |
| Australian Albums Chart (ARIA Charts) | 30       |
| UK Albums Chart                       | 98       |
| U.S. Billboard 200                    | 9        |
| U.S. Rock Albums (Billboard)          | 4        |
| U.S. Hard Rock Albums (Billboard)     | 2        |

## Premios y nominaciones
| Año  | Trabajo Nominado                                     | Resultado |
| ---- | ---------------------------------------------------- | --------- |
| 2011 | Alternative Press: Álbum Del Año                     | Nominado  |
| 2011 | Sound Scene Press Awards: Álbum Del Año              | Nominado  |
| 2011 | Guitar's World Press Awards: Mejor Álbum De Metal    | Nominado  |
| 2011 | Guitar's World Press: Los 100 Mejores Albums Del Año | Ganador   |
| 2011 | Revolver Magazine's: Los 20 Mejores Albums Del Año   | Ganador   |

## Personal
Credits for Reckless & Relentless adapted from Allmusic.

### Asking Alexandria
- Danny Worsnop – Voz, teclados, programación, sintetizador
- Ben Bruce –Guitarra líder, coros, programación, voz en canciones 4 y 6
- Cameron Liddell – Guitarra rítmica
- Sam Bettley – Bajo
- James Cassells – Batería, percusión

### Músicos adicionales
- James Murray – voces habladas y letras en "Dedication"

### Producción
- Producida, la ingeniería de audio, Mezclada y masterización de audio Por Joey Sturgis
- Ingienieria Adicional y Edición Por Nick Sampson
- Grabado En Los Foundation Recording Studios
- Fotografía por Paul Harries
- Logo por Daniel Wagner
- Disposición por Daniel McBride
- A&R Por Shawn Keith y Nick Walters
- Publicidad por George Vallet